# Achim Hill

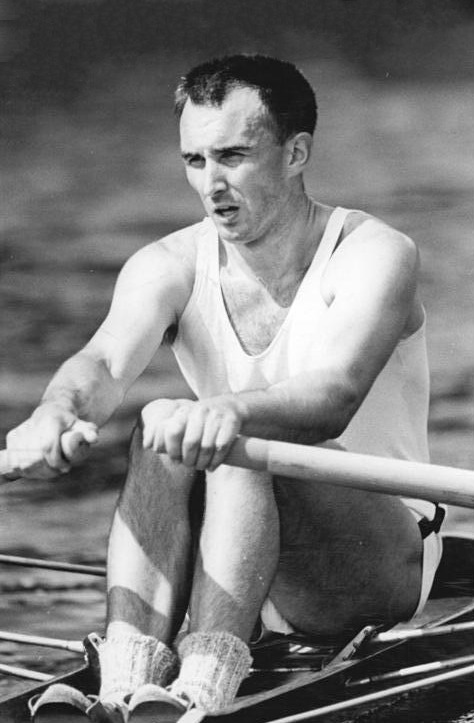
Achim Hill wird 1962 DDR-Meister im Einer.

Achim Hill (* 1. April 1935 in Berlin-Köpenick; † 4. August 2015 in Berlin) war ein Ruderer aus der DDR. Er gewann zwei olympische Silbermedaillen im Einer.

## Leben
Hill begann 1953 als Riemenruderer. 1957 gewann er mit Eberhard Hirschfelder seinen ersten DDR-Meistertitel im Zweier ohne Steuermann. 1958 wechselte er zum Skull und gewann 1959 und 1960 die DDR-Meisterschaft im Einer. Hill studierte zu dieser Zeit in West-Berlin Flugzeugtechnik und musste, nachdem sein Trainer in den Westen ging, seinen Verein SC Einheit Berlin verlassen. Hill trat ab 1958 für den Verein BSG Motor Baumschulenweg an.
Trotzdem durfte er zur gesamtdeutschen Olympiaqualifikation antreten und setzte sich dort gegen den Westdeutschen Vize-Europameister Klaus von Fersen durch. Bei den Olympischen Spielen 1960 in Rom verlor er im Vorlauf gegen seinen neuseeländischen Namensvetter James Hill. Achim Hill konnte sich aber über den Hoffnungslauf für das Finale qualifizieren. Hier sicherte er sich Silber hinter dem Titelverteidiger Wjatscheslaw Iwanow. Iwanow hatte sieben Sekunden Vorsprung auf Achim Hill, mit einer Sekunde Rückstand auf Hill gewann der Pole Teodor Kocerka Bronze vor James Hill. Achim Hill war damit der erste DDR-Ruderer, der eine olympische Medaille gewinnen konnte.
Nachdem Hill 1959 bereits zusätzlich zum DDR-Titel im Einer auch den Doppelzweier gewonnen hatte, siegte er auch 1961 im Doppelzweier. Danach gewann Hill von 1962 bis 1967 jedes Jahr den Titel im Einer. 1961 wechselte Hill an die TU Dresden, wo er angewandte Mechanik studierte.
1962 qualifizierte er sich als einziger DDR-Ruderer für die gesamtdeutsche Mannschaft der ersten Ruder-Weltmeisterschaften gegen Edgar Heidorn, schied jedoch in Luzern im Hoffnungslauf aus.
In den gesamtdeutschen Olympiaausscheidungen 1964 konnte sich Hill abermals qualifizieren. Bei den Olympischen Spielen 1964 in Tokio gewann Hill seinen Vorlauf. Im Finale lag er bis zur 1500-Meter-Marke deutlich vor Iwanow in Führung, aber als Iwanow zum Endspurt ansetzte, unterlief Hill bei schwierigen Windbedingungen noch ein technischer Fehler. Hill gewann mit dreieinhalb Sekunden Rückstand erneut Silber, diesmal vor dem Schweizer Gottfried Kottmann.
1966 belegte Achim Hill bei den Weltmeisterschaften in Bled den vierten Platz und gewann die Diamond Challenge Sculls bei der Henley Royal Regatta. 1967 wurde er in Vichy Europameister und konnte dabei Iwanow besiegen. Bei den Olympischen Spielen 1968 in Mexiko-Stadt wurde Hill noch einmal Olympiafünfter.
Nach seiner Karriere arbeitete Hill als Diplomingenieur beim Institut für Schienenfahrzeuge. 1973 heiratete er die neunfache DDR-Meisterin im Einer und dreifache Europameisterin im Doppelzweier Gisela Jäger.

## Auszeichnungen (Auswahl)
- 1960 und 1964: Vaterländischer Verdienstorden In Bronze